# Kazimierz Feliszewski
Kazimierz Feliszewski (ur. 26 kwietnia 1932 w Sosnowcu, zm. 13 grudnia 2014 w Warszawie) – polski siatkarz, reprezentant Polski, medalista mistrzostw Polski, z wykształcenia chemik.

## Życiorys
Był zawodnikiem AZS Gliwice, z którym w 1953 wywalczył awans do I ligi, a w 1954 zdobył akademickie mistrzostwo Polski. Z gliwicką drużyną występował w I lidze w latach 1954–1955, zajmując z nią kolejno 8 (ostatnie) i 11 (przedostatnie) miejsce. W latach 1956–1959 reprezentował barwy AZS Kraków, a jego największym sukcesem był brązowy medal mistrzostw Polski w 1957. Po spadku krakowskiej drużyny z ekstraklasy powrócił na Śląsk, gdzie m.in. trenował drużynę Unii Kędzierzyn-Koźle.
W latach 1954–1958 wystąpił w 65 spotkaniach reprezentacji Polski, w tym na mistrzostwach świata w 1956 (4. miejsce).
W 1957 ukończył studia chemiczne na Politechnice Śląskiej, następnie związany był z przemysłem chemicznym, obronił także pracę doktorską.